# Max Lânio Gonzaga Jaime
Max Lânio Gonzaga Jaime (Anápolis, GO, 17 de maio de 1943) é um medico e politico brasileiro.
Cursou Medicina na Escola de Medicina e Cirurgia do Rio de Janeiro, assumiu uma vaga como senador em 1988, permanecendo no parlamento até 1990..